# 利哈奇夫
51°7′53″N 31°30′20″E / 51.13139°N 31.50556°E
利哈奇夫（烏克蘭語：Лихачів）是位於烏克蘭北部切爾尼希夫州裏尼任區的村莊，始建於1600年，面積6.7平方公里，海拔高度120米，2018年人口751，人口密度每平方公里157人。